# Themavocaal
Een themavocaal of bindklinker is een klinker die de werkwoordsstam en zijn uitgang verbindt. De bindklinker komt niet voor in het Nederlands maar wordt vooral gebruikt in klassieke talen zoals Latijn en Grieks.

## Oudgrieks
De bindklinker komt in het Oudgrieks enkel bij thematische werkwoorden voor. Indien de stam van een thematisch werkwoord echter op een klinker eindigt, zoals bij de modellen timan en poiein, contraheert (=samentrekt) de bindklinker met de laatste letter van de stam en vormt zo een andere klinker. De volgende regels zijn bijna altijd van toepassing:
| Laatste letter werkwoordstam | Bindklinker       | Resultaat       |
| epsilon                      | omikron           | omikron ypsilon |
| epsilon                      | omikron ypsilon . | omikron ypsilon |
| epsilon                      | omega             | omega           |
| epsilon                      | epsilon           | epsilon jota    |
| epsilon                      | èta               | èta             |
| alfa                         | omikron           | omega           |
| alfa                         | omikron ypsilon   | omega           |
| alfa                         | omega             | omikron         |
| alfa                         | epsilon           | alfa            |
| alfa                         | èta               | alfa            |
| èta                          | omikron           | omega           |
| èta                          | omikron ypsilon   | omega           |
| èta                          | omega             | omega           |
| èta                          | epsilon           | èta             |